# Funcție algebrică de gradul al șaselea

Graficul unui polinom de gradul 6, cu 6 rădăcini reale și 5 puncte critice. În funcție de numărul și pozițiile verticale ale maximelor și minimelor ecuația de gradul al șaselea ar putea avea 6, 4, 2 sau nicio rădăcină reală. Numărul rădăcinilor complexe este egal cu 6 minus numărul rădăcinilor reale.

În algebră funcție de gradul al șaselea este o funcție algebrică definită de un polinom de gradul șase. Deoarece aceste funcții au un grad par, graficele lor seamănă cu cele ale funcțiilor algebrice de gradul al patrulea, cu deosebirea că ele pot avea câte un maxim local și un minim local în plus. Derivata unei funcții de gradul al șaselea este o funcție algebrică de gradul al cincilea.
Deoarece o funcție de gradul al șaselea este definită de un polinom de grad par, are aceeași limită infinită atunci când argumentul tinde la infinitul pozitiv sau negativ. Dacă a este pozitiv, atunci funcția crește la infinit la ambele capete; și astfel funcția are un minim global. La fel, dacă a este negativ, ea scade la infinit și are un maxim global.
O ecuație de gradul al șaselea este o ecuație care egalează un polinom de gradul șase cu zero:
{\displaystyle ax^{6}+bx^{5}+cx^{4}+dx^{3}+ex^{2}+fx+g=0}
unde a ≠ 0. Coeficienții  a, b, c, d, e, f, g pot fi numere raționale, reale, complexe, sau din orice alt domeniu al matematicii.

## Ecuații de gradul al șaselea rezolvabile
Unele ecuații de gradul al șaselea, cum ar fi {\displaystyle ax^{6}+dx^{3}+g=0}, pot fi rezolvate prin factorizare, dar altele nu. Évariste Galois a dezvoltat tehnici pentru a determina dacă o ecuație dată poate fi rezolvată prin radicali sau nu, ceea ce a dat naștere teoriei lui Galois.
Din teoria lui Galois rezultă că o ecuație de gradul al șaselea este rezolvabilă prin radicali dacă și numai dacă grupul Galois al acesteia este conținut fie în grupul de ordinul 48 care stabilizează o partiție a mulțimii rădăcinilor în trei submulțimi de câte două rădăcini, fie în grupul de ordinul 72 care stabilizează o partiție a mulțimii rădăcinilor în două submulțimi de câte trei rădăcini. Există formule pentru a testa fiecare din aceste cazuri și, dacă ecuația este rezolvabilă, rădăcinile pot fi calculate prin radicali.
Ecuația de gradul al șaselea poate fi rezolvată prin funcții Kampé de Fériet. O clasă mai restrânsă de ecuații de gradul al șaselea poate fi rezolvată prin funcții hipergeometrice generalizate cu o singură variabilă folosind abordarea lui Felix Klein pentru rezolvarea ecuației de gradul al cincilea.

## Exemple
Curba Watt, care a apărut în contextul dezvoltării mașinii cu abur, este o curbă de gradul al șaselea în două variabile.
O metodă de rezolvare a ecuațiilor de gradul al treilea prin Formulele lui Viète implică transformarea variabilelor pentru a obține o ecuație de gradul al șaselea având termeni doar de gradele 6, 3 și 0, care poate fi rezolvată ca o ecuație de gradul al doilea având ca necunoscută cubul variabilei inițiale.